# Peter Stohrer

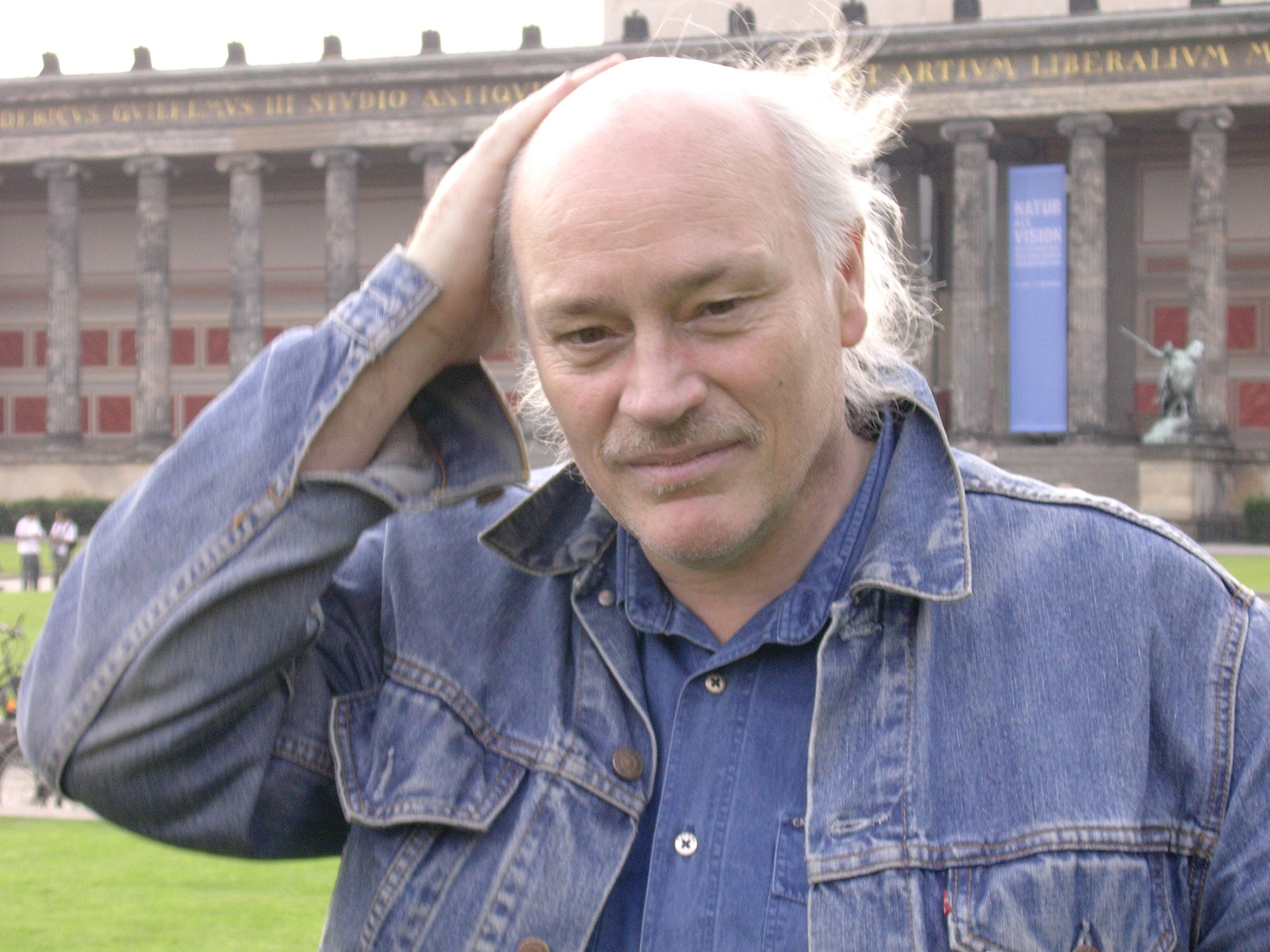
Peter Stohrer während eines Arbeitsaufenthaltes in Berlin (2004)

Peter Stohrer (geboren 15. September 1951 in Mülheim an der Ruhr; gestorben 20. November 2017 in Essen) war ein deutscher Maler, Installations- und Objektkünstler, Bühnenbildner und Ausstellungskurator.

## Leben und Wirken
Peter Stohrer studierte von 1971 bis 1975 freie Malerei und Gestaltung an der Folkwanghochschule Essen u. a. bei Helmut Sundhaußen. Sein Studium schloss er als Designer ab. Seitdem arbeitete er freiberuflich als Maler und Kurator. Zwischen 1985 und 1991 war er auch als Bühnenbildner in Köln tätig.
Zu seinen Bühnenbildern gehören u. a. „Die Erzählung der Magd Zerline“, die „Beckett-Trilogie“ oder „Preparadise sorry now“, die er alle am Severins-Burg-Theater schuf. Für das Theater am Sachsenring (heute Schaubühne Köln) realisierte er das Bühnenbild für das Stück „Kein Ort. Nirgends“, das auch am Goethe-Institut in Amsterdam und in Brüssel gastierte. Als Mitglied der freien Gruppe TheaterSyndikat realisierte er gemeinsam mit Andreas Müller das Bühnenbild für „Verlorene Zeit“ im Kunsthaus Rhenania Köln. „Duett“ entstand an der Studiobühne Köln.
Ausstellungen in Museen, Kunstvereinen und Galerien fanden in Deutschland und der Schweiz statt. Seit 1993 verantwortete er zudem Ausstellungspublikationen im Forum Bildender Künstler Essen sowie Künstlerkataloge, Programmhefte und Plakate des Kulturzentrums Schloss Borbeck. Weitere Publikationen entstanden im Auftrag des Kulturamts der Stadt Essen sowie für Künstlerinnen und Künstler.
Zeit seines Lebens hat sich Peter Stohrer neben seiner eigenen künstlerischen Arbeit für die Förderung zeitgenössischer Kunst engagiert. Von 1993 bis 1997 war er Vorsitzender des Wirtschaftsverbandes Bildender Künstler (WBK). Er organisierte und kuratierte zahlreiche Ausstellungen. Mit seinem Sinn für individuelle Positionen der Gegenwartskunst sorgte er für eine Öffnung des Verbands nach außen und machte den Verband über die Grenzen Essens als Ausstellungsort bekannt.
2004 gründete er mit der Künstlerin Anne Berlit den BeSt Kunstraum in Essen-Kettwig, der zum Experimentierfeld für Künstlerinnen und Künstler aus Köln, Düsseldorf und Essen wurde.
Von 2012 bis 2017 leitete Peter Stohrer die Ausstellungen der Städtischen Galerie Schloss Borbeck mit dem Schwerpunkt auf Rauminstallationen und Konkrete Kunst.
Er war verheiratet mit der Journalistin und Filmemacherin Dana Savić. Peter Stohrer starb im Alter von 66 Jahren.

## Werk

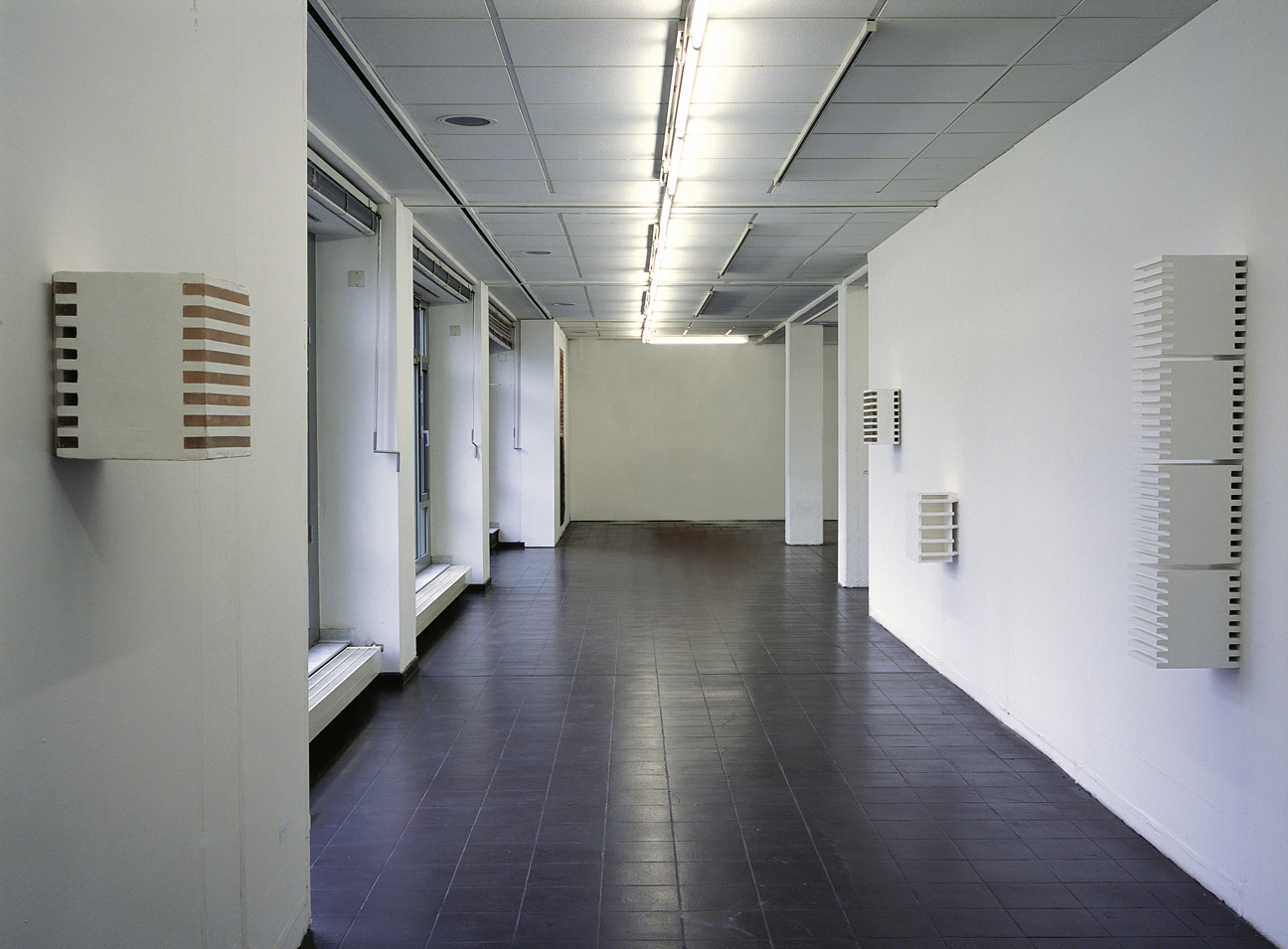
Installation, Schnittstellen, BBK, Stapelhaus Köln, 2002

Peter Stohrer hat sich viele Jahre in einer geordneten malerischen Grundhaltung mit dem Schaffen und der Entwicklung von „Malkörpern“ befasst. Er arbeitete mit Fundstücken jeglicher Herkunft, die die Basis für eine weitergehende gestalterische Auseinandersetzung waren und dem Ideenprinzip von der „Fläche in den Raum“ folgten.
Malerisch spielte die Stofflichkeit der Farbe eine zentrale Rolle: Ob pastos aufgetragen in Öl oder lasierend in Acryl, ihre Materialität schuf Gewichtungen in den Raum und über den Raum hinaus. Es entstanden Raum- und Körperwelten, die keine Größenmuster hatten und die eine zumeist kantig gebaute, formale Strenge aufwiesen.
„Malkörper“ von Peter Stohrer weisen vielschichtige Bearbeitungen auf, in denen neben dem malerischen Eingriff auch gespachtelt, geschliffen und unter dem Einsatz weiterer eigenständiger Materialien wie Papier, Glas und Folien gebaut und collagiert wurde. Zahllose Arbeiten Peter Stohrers muten in ihrer Konstruktion und in ihrer Erscheinung wie amorphe Architekturen einer vergangenen oder auch kommenden Zeit an.

„Im Sinne seiner malerarchitektonischen Aushandlungsprozesse kann man die Arbeiten Peter Stohrers als politische betrachten.“

Im öffentlichen Besitz befinden sich Werke von Peter Stohrer im Folkwang Museum Essen und im Kunstmuseum Ahlen.

## Ausstellungen (Auswahl)

Installation, Polarisation 2010 im Kunstverein Unna (2010)

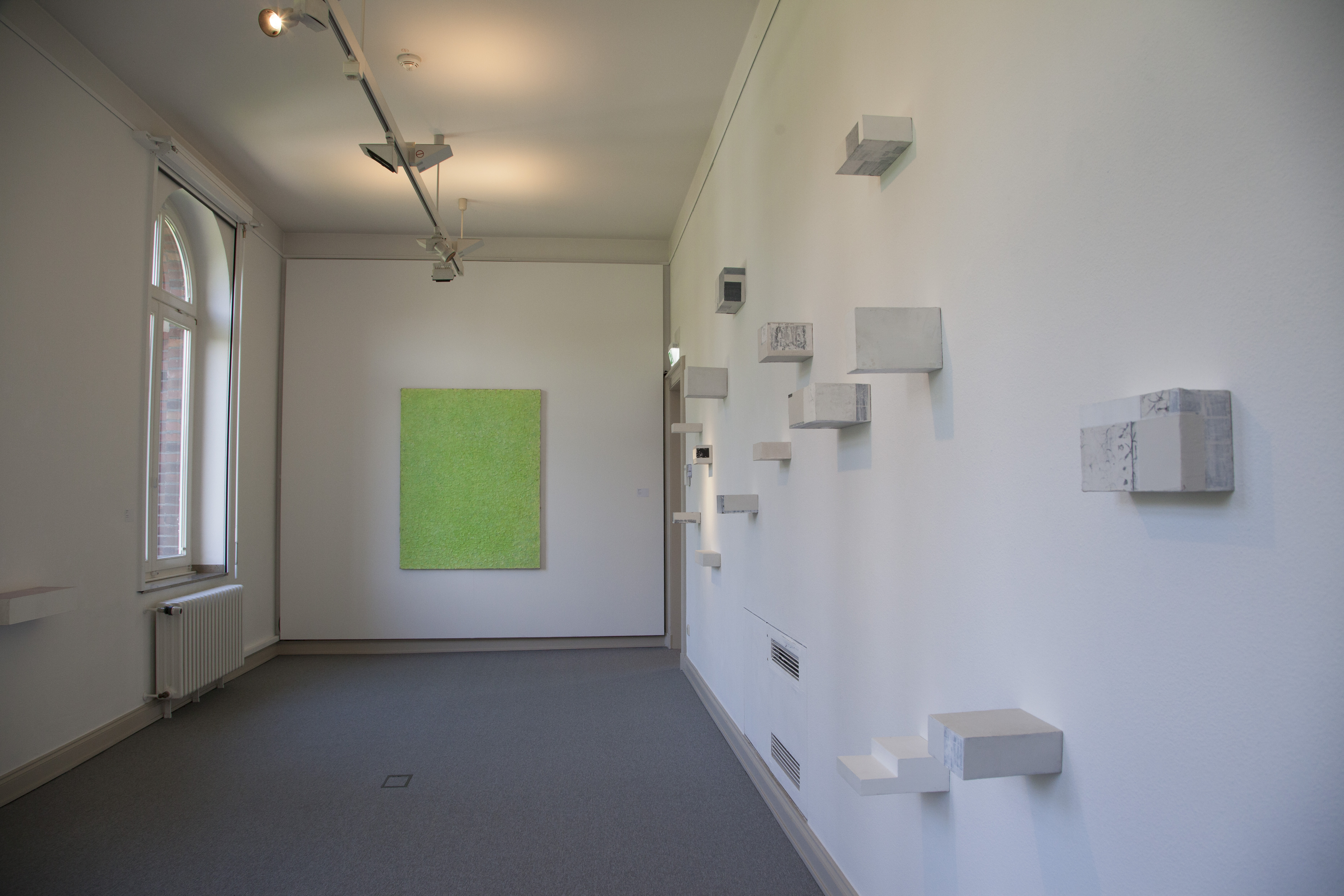
Ausstellungsansicht Farbräume, Intermezzo 2017, Kunstmuseum Ahlen

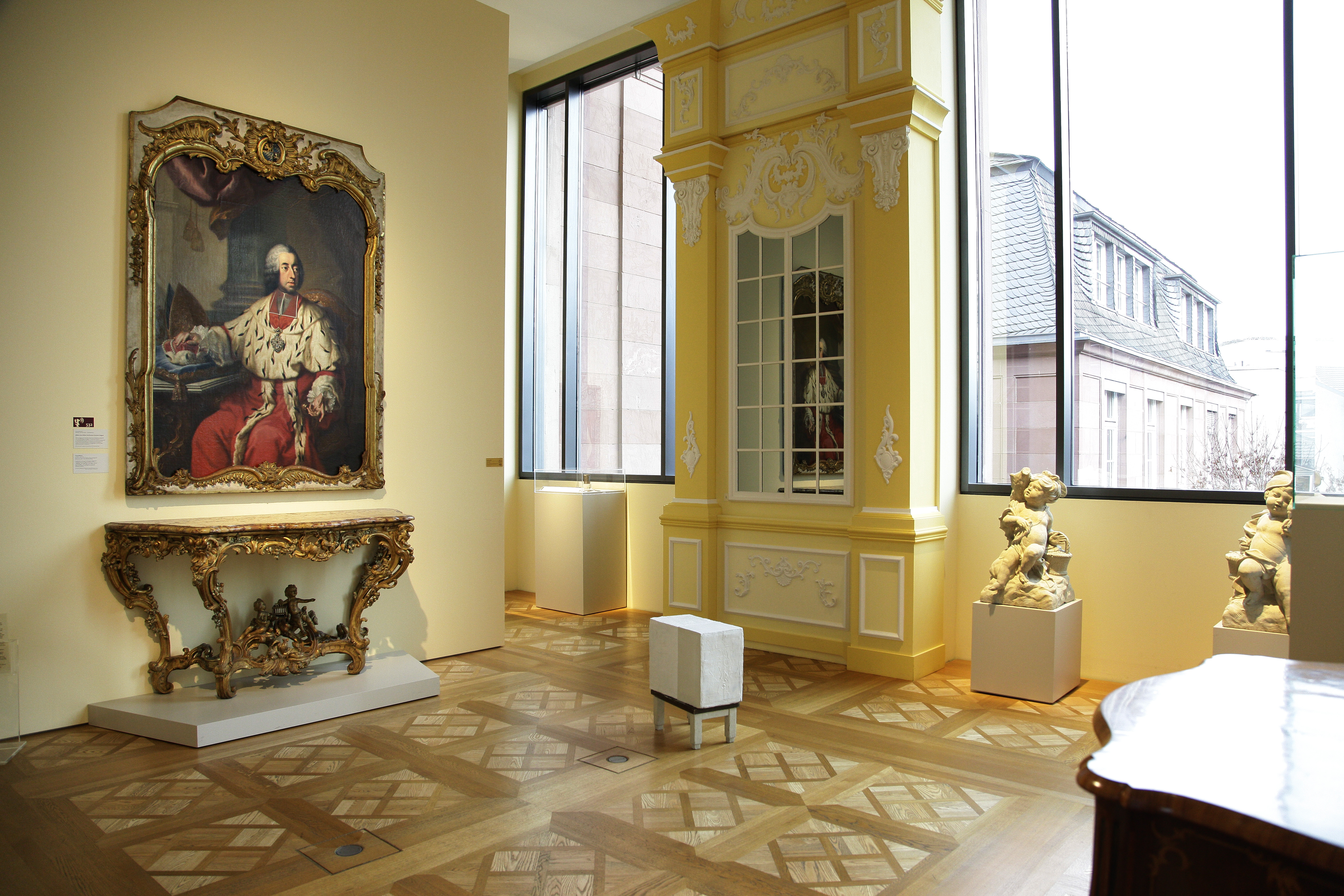
Objekt o.T., Enterventionale 2020 im LVR Landesmuseum Bonn

### Einzelausstellungen
- 1994: Bilderfolgen, Forum Bildender Künstler, Essen
- 1998: Super-Palm, Künstlerhaus Duisburg
- 1999: Malkörper, Galerie im Schloss Borbeck, Essen
- 2006: Raumzeichen, Galerie A PRO POS, Luzern
- 2006: Malerei und Objekte, Galerie im Schloss Borbeck, Essen
- 2017: Farbräume innerhalb Intermezzo 2017 – Farbe & Körper im Raum, Kunstmuseum Ahlen[2]

### Gemeinschaftsausstellungen (Auswahl)
- 1993: Ausschnitt, Städtische Galerie Schloss Strünkede, Herne
- 1998: ARTOLL–Labor, Rheinische Kliniken, Bedburg-Hau
- 1999: Null(Stelle), Projektgalerie Lygnaß, Herne
- 2000, 2004: Essen kauft Kunst, Museum Folkwang, Essen
- 2002: Schnittstellen, BBK, Stapelhaus, Köln
- 2003: Blickwechsel, Kulturfabrik Krefeld[3]
- 2004: Große Düsseldorfer Kunstausstellung NRW
- 2005: Raumsichten, Atelierhaus Aachen
- 2006: Baustelle Kirche, City Kirche Konkordien, Mannheim
- 2008: Aktion/Reaktion, Künstlerforum, Bonn
- 2009: Schwarz/Weiß, Kunsthaus Germersheim[4]
- 2009: Fette Beute. Das dialogale Quartett. Stadtgalerie Markdorf[5]
- 2010: Große Düsseldorfer Kunstausstellung NRW
- 2012: Sonneck und Stohrer, Verein für aktuelle Kunst Ruhrgebiet, Oberhausen[6][7]
- 2013: Hauptsache Grau #3Farbiges Grau, Mies van der Rohe Haus, Berlin[8][9]
- 2017: Verdichtung durch Abriss, Weberplatz, Essen
- 2017: Members Please, Verein für aktuelle Kunst, Oberhausen
- 2018: Die Aufteilung des Raumes, Quartier am Hafen, Köln
- 2020: Enterventionale #2020, LVR-Landesmuseum, Bonn[10]

## Kunstkatalog-Gestaltung (Auswahl)

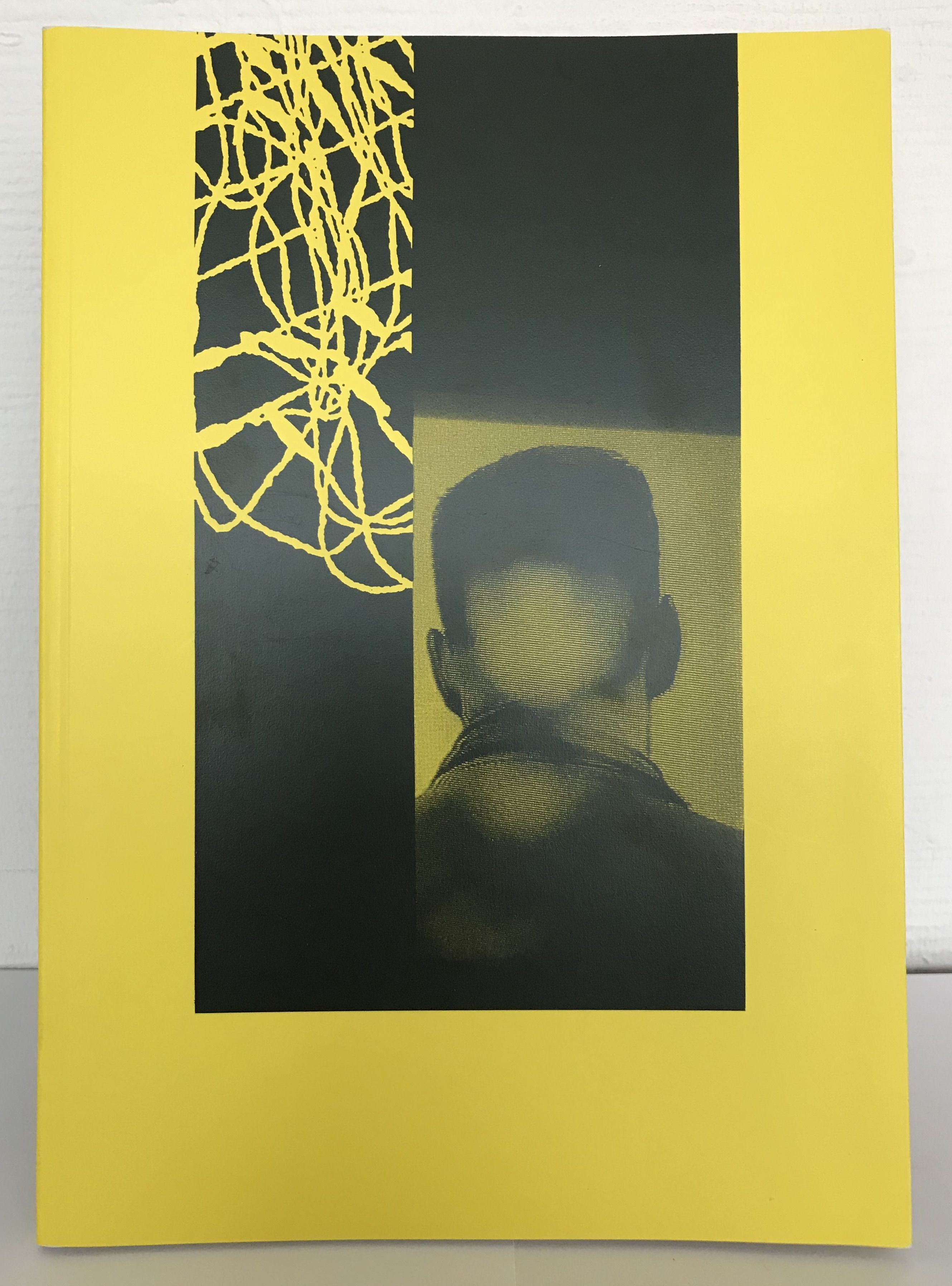
Katalog Labor, Gestaltung Peter Stohrer (1997), Hrsg. WBK Essen

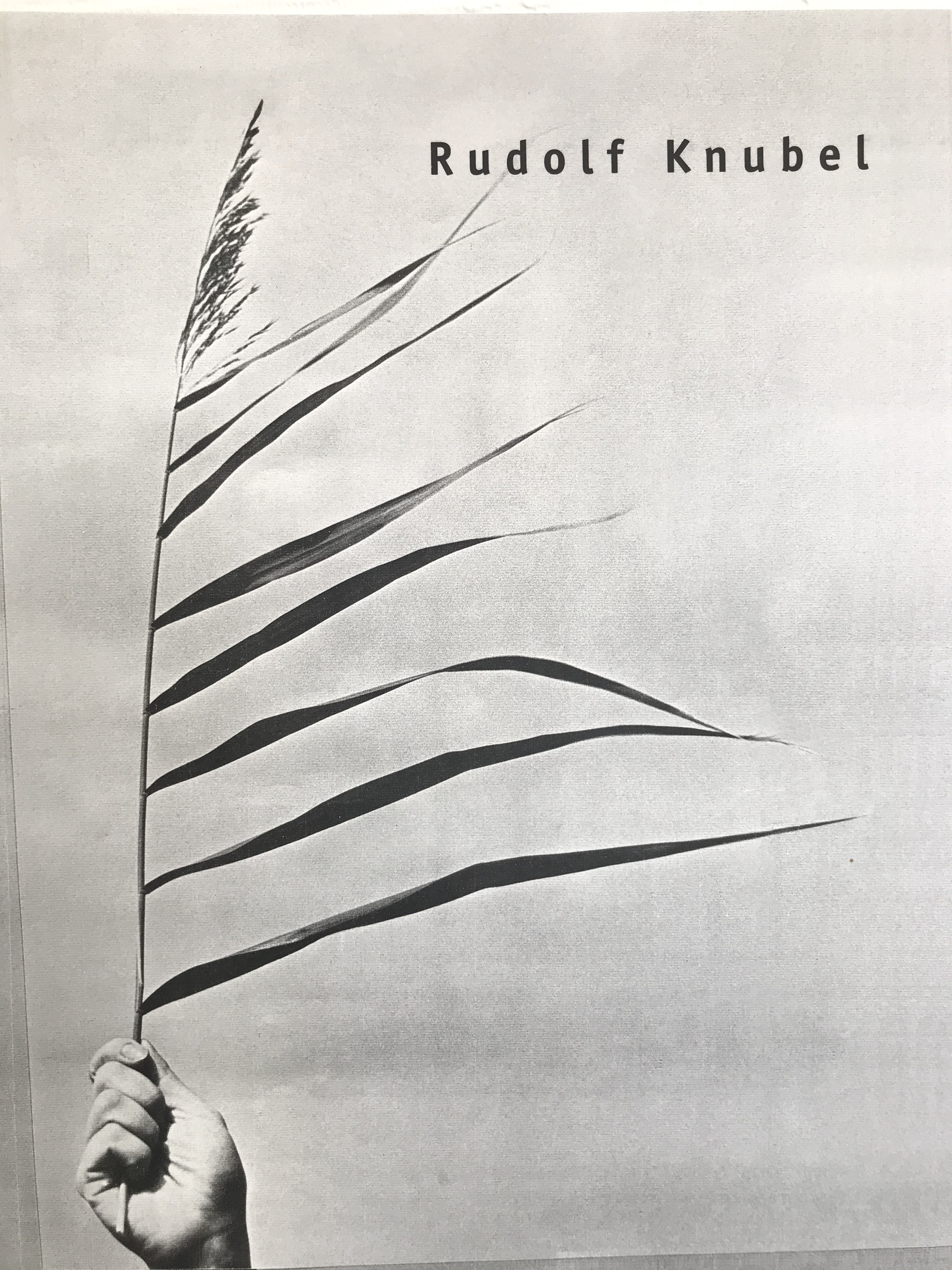
Katalog Rudolf Knubel, Gestaltung Peter Stohrer (2016), Hrsg. Kunstmuseum Ahlen

- Im Strom der City – Mülheimer Medienmeile. Katalog, 88 Seiten, Kulturbetrieb Mülheim an der Ruhr (Hrsg.), 2000, keine ISBN.
- Performance Art – Maschinenhaus Essen 2003. Fotos: Clemens Willenberg. Katalog, 80 Seiten, Maschinenhaus Essen (Hrsg.), Druckverlag Kettler, Herne 2004, ISBN 393-7390197.
- Anne Berlit – Zone of Transmission. BeSt Kunstraum (Hrsg.), Katalog, 75 Seiten, Druckverlag Kettler, Herne 2005, ISBN 3-937390-55-3.
- Rudolf Knubel – Mit den Augen denken. Retrospektive. Flottmann-Hallen Herne und Landesmuseum Bonn. Katalog, 185 Seiten, Kunstmuseum Ahlen (Hrsg.), Druckverlag Kettler, ISBN 978-3-86206-615-5.
- Die Sammlung Gunhild Söhn. Flottmann-Hallen Herne. Katalog, 60 Seiten, Oberbürgermeister der Stadt Herne (Hrsg.), Druckverlag Kettler, Herne 2011, ISBN 978-3-934940-35-2.
- Zeichnungen. Astrid Bartels. Katalog, 60 Seiten, Druckverlag Kettler, Herne 2011, ISBN 978-3-86206-107-5.
- Codes and Windows – Anne Berlit. Katalog, 80 Seiten, Städtische Galerie Schloss Borbeck (Hrsg.), Druckverlag Kettler, Herne 2013, ISBN 978-3-86206-327-7.

## Kuratorische Arbeiten (Auswahl)

### Städtische Galerie Schloss Borbeck
- 2012: Den Schafen gibt’s der Herr im Sein (Johanna Schwarz); Bis dass der Tod uns scheidet (Joanna Schulte); Purpur Zier (Hans Peter Webel)
- 2013: Codes (Anne Berlit); Cosmos (Heike Weber); Sava (Martin Pfeifle)
- 2014: Hermelin und Rosenkranz (Nikola Dicke, Projektion); Rebecca Michaelis; Gegenlicht (Raymund Kaiser); Raummalerei und Bildzeichen (Volker Saul)
- 2015: Videolieder (Annebarbe Kau, Videokonzert); Paul Schwer; 17 zu 7 (Klaus Schmitt); Blow Up (Nikola Ukić)
- 2016: Langsame Wechselfelder (khm + Florian Walter, Performance); Das Zerfließen der Räume (Rainer Plum, Laserinstallation); Lichtes Werk (Susanne Stähli)

### BeSt Kunstraum Essen
- 2005: Julia Bünnagel (Skulptur); Yin Ming-Ming – Notausgang; Monika Günther und Ruedi Schill – Steinzeit
- 2006: Sprung nach oben (Maki Umehara); Aktion/Reaktion (Gruppenausstellung); fest scheint zu stehen (Claudia Hinsch, Skulptur)
- 2007: Leuchten bei Anbruch der Dunkelheit (3-teilige Ausstellungsreihe mit 3 Künstlerinnen und Künstlern), Videodokumentation von Dana Savić
- 2011: Ace of Space (Patrick Rieve und Torben Röse, Zeichnungen, Rauminstallation)
- 2013: Heimatschuss (Claudia Sacher, Installation), Videodokumentation von Dana Savić

### Forum Bildender Künstler Essen
- 1993: Doris Frohnapfel – Attitudes Passionnelles; Frauen I und II
- 1994: Zu Zweit (8-teilige Ausstellungsreihe mit 17 Künstlerinnen und Künstlern)
- 1995: Dirk Hupe – Bob Gramsma; Peter Tollens – Farbmalerei
- 1996: Updating Foto und Video (5-teilige Ausstellungsreihe mit 8 Künstlerinnen und Künstlern)
- 1998: Labor (4-teilige Ausstellungsreihe mit 21 Künstlerinnen und Künstlern)